# Mostki (województwo mazowieckie)
Mostki – wieś w Polsce położona w województwie mazowieckim, w powiecie zwoleńskim, w gminie Zwoleń. Ma status sołectwa.
W skład sołectwa Mostki wchodzą także Ostrowy oraz Pałki.
Do końca 1969 roku w granicach miasta Zwoleń. 
W latach 1975–1998 miejscowość administracyjnie należała do województwa radomskiego.